# مونتورسو ویسنتینو
مونتورسو ویسنتینو (به ایتالیایی: Montorso Vicentino) یک کومونه در ایتالیا است که در استان ویچنزا واقع شده‌است.

## خصوصیات
مونتورسو ویسنتینو ۹٫۲۵ کیلومترمربع مساحت و ۳٬۱۲۶ نفر جمعیت دارد.